# Postleitzahl (Vereinigtes Königreich)
Im Vereinigten Königreich Großbritannien und Nordirland wurden Postleitzahlen in ihrer jetzigen Form ab Oktober 1959 zuerst in Norwich und bis 1974 landesweit eingeführt.

## Bildung
Der Postcode wird aus Buchstaben und Ziffern nach einem der folgenden Schemata gebildet:
A0 0AA
A00 0AA
A0A 0AA
AA0 0AA
AA00 0AA
AA0A 0AA
(A = Buchstabe, 0 = Ziffer)
Der Postcode wird an das Ende einer Adresse gestellt, hinter oder unter die Ortsbezeichnung, beispielsweise:
Duxford, Cambridge
CB22 4RG

## Struktur
Der Postcode besteht aus zwei Teilen, die durch ein Leerzeichen getrennt sind. Auf insgesamt vier unterschiedlichen Ebenen wird damit eine geografische Einteilung für die Sortierung und Verteilung von Postsendungen definiert.   

### Postleitzahl-Gebiete

Postleitzahl-Gebiete von Großbritannien, bezeichnet durch die ersten Buchstabenkombinationen der Postleitzahlen

Die erste Einteilungsebene verwendet eine Kombination aus einem oder zwei Buchstaben, die sich aus dem Namen des Postleitzahl-Gebiets ableitet, für das die Postleitzahl gilt, in der Regel nach dessen Hauptort benannt.
- AB – Aberdeen
- AL – St Albans
- B – Birmingham
- BA – Bath
- BB – Blackburn
- BD – Bradford
- BH – Bournemouth
- BL – Bolton
- BN – Brighton
- BR – Bromley
- BS – Bristol
- BT – Belfast / Nordirland
- CA – Carlisle
- CB – Cambridge
- CF – Cardiff
- CH – Chester
- CM – Chelmsford
- CO – Colchester
- CR – Croydon
- CT – Canterbury
- CV – Coventry
- CW – Crewe
- DA – Dartford
- DD – Dundee
- DE – Derby
- DG – Dumfries and Galloway
- DH – Durham
- DL – Darlington
- DN – Doncaster
- DT – Dorchester
- DY – Dudley
- E – Ost-London
- EC – Ost-Zentral-London
- EH – Edinburgh
- EN – Enfield
- EX – Exeter
- FK – Falkirk
- FY – Blackpool (Fylde)
- G – Glasgow
- GL – Gloucester
- GU – Guildford
- HA – Harrow
- HD – Huddersfield
- HG – Harrogate
- HP – Hemel Hempstead
- HR – Hereford
- HS – Äußere Hebriden
- HU – Kingston upon Hull
- HX – Halifax
- IG – Ilford, London Borough of Redbridge
- IP – Ipswich
- IV – Inverness
- KA – Kilmarnock
- KT – Kingston upon Thames
- KW – Kirkwall
- KY – Kirkcaldy
- L – Liverpool
- LA – Lancaster
- LD – Llandrindod Wells
- LE – Leicester
- LL – Llandudno
- LN – Lincoln
- LS – Leeds
- LU – Luton
- M – Manchester
- ME – Medway
- MK – Milton Keynes
- ML – Motherwell
- N – Nord-London
- NE – Newcastle upon Tyne
- NG – Nottingham
- NN – Northampton
- NP – Newport
- NR – Norwich
- NW – Nordwest-London
- OL – Oldham
- OX – Oxford
- PA – Paisley
- PE – Peterborough
- PH – Perth
- PL – Plymouth
- PO – Portsmouth
- PR – Preston
- RG – Reading
- RH – Redhill
- RM – Romford
- S – Sheffield
- SA – Swansea
- SE – Südost-London
- SG – Stevenage
- SK – Stockport
- SL – Slough
- SM – London Borough of Sutton
- SN – Swindon
- SO – Southampton
- SP – Salisbury
- SR – Sunderland
- SS – Southend-on-Sea
- ST – Stoke-on-Trent
- SW – Südwest-London
- SY – Shrewsbury
- TA – Taunton
- TD – Galashiels (Tweed)
- TF – Telford
- TN – Tonbridge
- TQ – Torquay
- TR – Truro
- TS – Teesside
- TW – Twickenham
- UB – Uxbridge
- W – West-London
- WA – Warrington
- WC – West-Zentral-London
- WD – Watford
- WF – Wakefield
- WN – Wigan
- WR – Worcester
- WS – Walsall
- WV – Wolverhampton
- YO – York
- ZE – Shetland

#### Kronbesitzungen
Die Inseln in britischem Kronbesitz führten erst Anfang der 1990er Jahre Postleitzahlen ein.
- GY – Guernsey
- JE – Jersey
- IM – Isle of Man

#### Überseegebiete
Die Kombinationen für Britische Überseegebiete bestehen abweichend aus vier Buchstaben (und im Fall von Gibraltar Ziffern).
- ASCN – Ascension in St. Helena, Ascension und Tristan da Cunha
- BBND – Britisches Territorium im Indischen Ozean
- BIQQ – Britisches Antarktis-Territorium
- FIQQ – Falklandinseln
- GX11 – Gibraltar
- PCRN – Pitcairninseln
- SIQQ – Südgeorgien und die Südlichen Sandwichinseln
- STHL – Sankt Helena in St. Helena, Ascension und Tristan da Cunha
- TDCU – Tristan da Cunha
- TKCA – Turks- und Caicosinseln

### Weitere Einteilungsebenen
Die Postleitzahl-Gebiete (postcode areas) werden in postcode districts unterteilt, die als ein- oder zweistellige Kennzahl ohne Lücke folgend, zusammen mit der Buchstabenkombination des Gebiets den ersten Teil des Postcodes (outward postcode) bilden.
Beispiel: Für den westlichen Teil der Stadt Cambridge gilt CB2.
Die Zahlen-Buchstaben-Kombination im zweiten Teil der Postcodes (inward postcode) kennzeichnet das Zustellpostamt oder den Zustellbezirk (postcode sector – als einstellige Kennzahl) und ohne Lücke folgend, dortige Ortsteile, Straßen oder Straßenabschnitte (unit postcode – als zwei Buchstaben).
Beispiel: Das Münster von York hat den Postcode YO1 7JF.
Eine Ausnahme vom obigen System bildet die Stadt London, die bereits vor der Einführung des heutigen Postleitzahlensystems Postbezirke kannte, die auf den Postdistrikten von 1856 basieren. Diese sind nach einer Überarbeitung im Jahre 1917 weiterhin gültig.
- Zentral-London: EC und WC (East Central bzw. West Central)
- Für den Rest des Stadtgebiets von London: N, NW, SW, SE, W und E (North, North-West, South-West, South-East, West bzw. East)

Auf Grund der Größe Londons sind für die zentralen Bezirke weitere Postleitzahlen durch Anfügen eines zusätzlichen Buchstabens an den ersten Teil des Postcodes geschaffen worden.
Beispiel: London EC1A 1AA.
Wichtige Einrichtungen des Vereinigten Königreichs haben eigene Postleitzahlen erhalten.
Beispiele:
SW1A 0AA – House of Commons
SW1A 0PW – House of Lords, Palace of Westminster
SW1A 1AA – Buckingham Palace
SW1A 2AA – 10 Downing Street, Premierminister und First Lord of the Treasury
SW1A 2AB – 11 Downing Street, Schatzkanzler
SW1A 2HQ – Königliches Schatzamt
Die britischen Überseegebiete haben als zweiten Teil des Postcodes jeweils nur die Bezeichnung 1ZZ.
Beispiel: Ascension Island, ASCN 1ZZ.
Bei der Bildung der Postleitzahlen wurden bestimmte Regeln und Einschränkungen in der Verwendung und Kombination von Kennzahlen und Buchstaben berücksichtigt, um Probleme in der Lesbarkeit und Fehldeutungen, insbesondere bei handschriftlich geschriebenen Adressen, zu vermeiden.